# ویلیان بیوف
ویلیان بیوف (بلغاری: Вилиян Бижев؛ زادهٔ ۳ ژانویهٔ ۱۹۹۳) بازیکن فوتبال اهل ایالات متحده آمریکا است.
از باشگاه‌هایی که در آن بازی کرده‌است می‌توان به باشگاه فوتبال لیورپول و باشگاه فوتبال فورتونا دوسلدورف اشاره کرد.
وی همچنین در تیم‌های ملی فوتبال زیر ۱۸، ۲۰ و ۲۱ سال آمریکا بازی کرده‌است.